# Kenyaconger heemstrai
Kenyaconger heemstrai és una espècie de peix pertanyent a la família dels còngrids i l'única del gènere Kenyaconger.

## Descripció
- Pot arribar a fer 26,7 cm de llargària màxima.
- Nombre de vèrtebres: 139.
- Musell curt i arrodonit.[2]

## Hàbitat
És un peix marí i batidemersal que viu fins als 275 m de fondària.

## Distribució geogràfica
Es troba a l'oceà Índic: davant les costes de Kenya.

## Observacions
És inofensiu per als humans.